# Montfort (Maine-et-Loire)
Montfort korábbi község Franciaország Loire mente régiójában, Maine-et-Loire megyében. 2016. december 30-án hét másik korábbi községgel egyesült és Doué-en-Anjou  új község része lett.
Lakosainak száma 107 fő (2018. január 1.). Montfort Brossay, Cizay-la-Madeleine, Doué-la-Fontaine és Forges községekkel határos.

## Népesség
A település népességének változása:
| Lakosok száma | 119  | 111  | 116  | 135  | 111  | 114  | 111  | 110  | 106  | 107  |
|               | 1968 | 1975 | 1982 | 1990 | 1999 | 2006 | 2011 | 2013 | 2017 | 2018 |